# Pośrednik (Emilianów)
Pośrednik – część wsi Emilianów w Polsce, położona w województwie wielkopolskim, w powiecie kaliskim, w gminie Koźminek. 
Wchodzi w skład sołectwa Emilianów.
W latach 1975–1998 Pośrednik administracyjnie należał do województwa kaliskiego.
Na terenie Pośrednika znajduje się Sala Królestwa Świadków Jehowy.